# .aero
.aero este un domeniu de internet de nivel superior, pentru industria transportului aerian (GTLD).